# Valérien Ismaël
Valériën Ismaël (Straatsburg, 28 september 1975) is een Frans voormalig voetballer. Hij speelde doorgaans als centrale verdediger. Nadien werd hij trainer. In 2013 kreeg Ismaël tevens de Duitse nationaliteit.

## Spelersloopbaan

### Begin carrière
Valérien Ismaël speelde 1984 in de jeugdteams van RC Strasbourg. Hij was toen negen jaar oud. Tot en met 1993 maakte hij deel uit van de selecties die de jeugdteams van Racing Strasbourg vertegenwoordigden. In de zomer van dat jaar werd hij overgeplaatst naar het eerste team van de in het noordoosten gelegen Franse club.

### RC Strasbourg
In het seizoen 1993/1994 maakte Valérien Ismaël zijn debuut in het professionele voetbal. Dit was meteen op het hoogste niveau, want hij speelde in het eerste team van RC Strasbourg, wat uitkwam in de Ligue 1. Zijn eerste seizoen speelde Ismaël slechts vier wedstrijden in de hoofdmacht, maar toch bleef hij deel van de selectie voor de komende seizoenen uitmaken. Het seizoen daarop kwam hij al meer dan tien keer in actie en daarna werden het steeds meer wedstrijden dat Valérien Ismaël het veld betrad. Op de helft van het seizoen 1997/1998 vertrok Ismaël bij Strasbourg. Hij had er toen 87 wedstrijden gespeeld, waarin hij eenmaal scoorde. Met Strasbourg won Ismaël de Coupe de la Ligue in 1997.

### Crystal Palace
Ismaël vertrok bij Strasbourg, omdat Crystal Palace hem had gekocht. De Londenaren betaalden 2,75 miljoen pond voor de Fransman, wat destijds het hoogste transferbedrag voor de club ooit was. Het resterende gedeelte van het seizoen 1997/1998 speelde Valérien Ismaël dertien wedstrijden voor Crystal Palace. Desondanks kon hij niet verhelpen dat ze van de Premier League degradeerden naar het Championship. Hij bleef tot en met oktober 1998 bij Crystal Palace, waarna hij terugging naar zijn geboorteland.

### Lens en de tweede keer Strasbourg
Na het mislukte avontuur bij Crystal Palace ging Valérien Ismaël terug naar Frankrijk. Dit keer ging hij niet spelen bij Strasbourg, maar bij RC Lens. Met Lens maakte Ismaël al in zijn eerste seizoen bij de club zijn debuut in de Champions League. Ze werden tweede in de groep, maar waren uitgeschakeld, omdat ze niet een van de beste twee nummers twee waren. Het seizoen daarop speelde hij met de club in de UEFA Cup. Daar had hij zijn debuut echter al eerder gemaakt met Strasbourg. In 2001 werd Ismaël voor een half jaar uitgeleend aan diezelfde club en in 2002 verliet hij officieel Lens voor opnieuw een carrière bij Strasbourg. Bij Lens scoorde hij in 88 wedstrijden vijf keer.
De tweede periode van Valérien Ismaël bij RC Strasbourg duurde twee seizoenen. Althans, hij stond er twee seizoen onder contract, maar het hele seizoen 2003/2004 was hij uitgeleend aan de Duitse topclub Werder Bremen. In zijn tweede periode bij Strasbourg speelde Ismaël 26 wedstrijden, waarin hij twee keer scoorde.

### Duitse clubs
In 2003/2004 werd Ismaël een seizoen uitgeleend aan Bremen, maar in de zomer van 2004 maakte hij de definitieve overstap naar de Noord-Duitse club. Met Werder Bremen won hij zowel de Bundesliga als de Duitse Beker. Eén seizoen nadat Werder Bremen hem definitief aantrok, kocht FC Bayern München hem. Met de Beierse club wist hij eveneens de competitie en de beker te winnen. In 2008 vertrok hij naar Hannover 96. Een jaar later stopte hij met voetballen.

## Interlandcarrière
Ondanks gespeeld te hebben bij topclubs als Lens, Werder Bremen en Bayern München en diverse prijzen gewonnen te hebben, speelde Ismaël nooit een interland. Hij stond wel enige tijd in de belangstelling van het Frans voetbalelftal, maar werd toch nooit opgesteld. Daarna wilde hij uitkomen voor het Duits voetbalelftal, omdat hij daar in de competitie speelde. Ook dit zat er echter niet in. Als laatste poging wilde hij met het Togolees voetbalelftal naar het WK in 2006, omdat zijn vrouw Togolees was. Dit liet de FIFA echter niet toe.

## Erelijst

### Als speler
Strasbourg
- Coupe de France : 2000–01
- Coupe de la Ligue : 1996–97
- UEFA Intertoto Cup: 1995

 Lens
- Coupe de la Ligue: 1998/99

 Werder Bremen
- Bundesliga : 2003/04
- DFB-Pokal: 2003/04

 Bayern München
- Bundesliga: 2005/06
- DFB-Pokal: 2005/06

### Als trainer
VfL Wolfsburg II
- Regionalliga Nord: 2013/14, 2015/16

## Trainersloopbaan
Hij begon als assistent en tevens trainer van het tweede team van Hannover 96. Met VfL Wolfsburg II won hij in het seizoen 2013/14 de Regionalliga Nord. Ismaël werd in 2014 aangesteld als hoofdtrainer van 1. FC Nürnberg, maar werd na dertien wedstrijden ontslagen. Hij keerde terug bij VfL Wolfsburg II, waarmee hij in het seizoen 2015/16 andermaal de Regionalliga Nord won. In oktober 2016 werd hij ad-interim voor vier wedstrijden hoofdtrainer van VfL Wolfsburg na het ontslag van Dieter Hecking. Hij werd zelf in februari 2017 ontslagen. Medio 2018 ging hij in Griekenland aan de slag als trainer van Apollon Smyrnis. Na een wedstrijd werd hij echter ontslagen. Voor het seizoen 2019/20 werd Ismaël aangesteld als hoofdtrainer van het Oostenrijkse LASK Linz.

## Privéleven
Valérien Ismaël  is in het tweede huwelijk gehuwd met Karolina, een Duitse van Poolse afkomst. Het echtpaar heeft kinderen. Hij heeft een zoon uit zijn eerste huwelijk. Valérien Ismaël is sinds 24 april 2013 Duits staatsburger.